# Assück

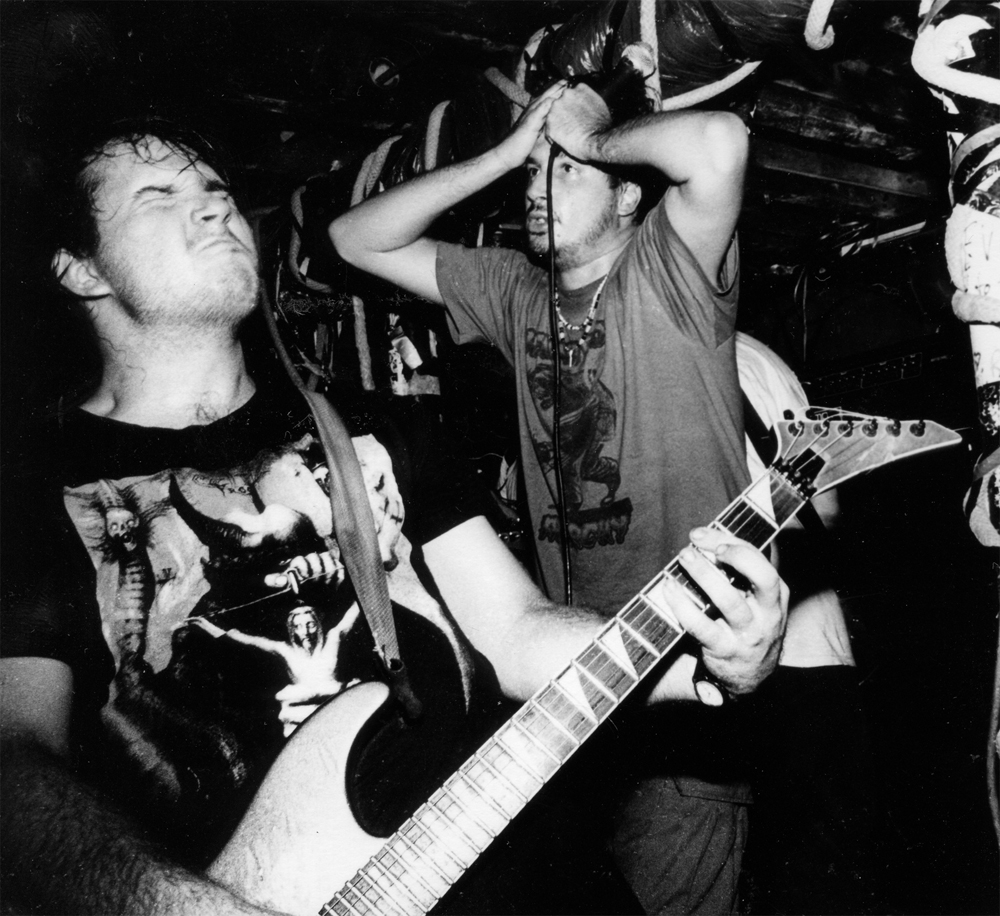
Assück

Assück was een Amerikaanse metalband die bestond van 1988 tot het eind van de negentiger jaren.

## Artiesten
- Steve Heritage - zang
- Pete Jay - basgitaar
- Rob Proctor - drums

## Discografie
- 1993 - Anticapital (Deathcore)
- 1996 - Misery Index (Sound Pollution)